# Castellazzo Bormida
Castellazzo Bormida (piemontiul: Ël Castlass vagy Castlass an Bormia) település Olaszországban, Piemont régióban, Alessandria megyében. Lakosainak száma 4461 fő (2023. január 1.). Castellazzo Bormida Alessandria, Borgoratto Alessandrino, Casal Cermelli, Castelspina, Frascaro, Frugarolo, Gamalero, Oviglio és Predosa községekkel határos.

## Népesség
A település lakossága az elmúlt években az alábbi módon változott:
| Lakosok száma | 4522 | 4520 | 4461 |
|               | 2017 | 2018 | 2023 |